# Arved Viirlaid
Arved Viirlaid (* 11. April 1922 in der Gemeinde Padise, Kreis Harju, Estland; † 21. Juni 2015 in Mount Forest, Wellington County, Ontario) war ein estnischer Schriftsteller und Lyriker.

## Leben
Arved Viirlaid legte 1941 sein Abitur in Tallinn ab. Anschließend war er als technischer Redakteur bei der Estnischen Verlagsvereinigung (Eesti Kirjastuse Ühisus) in Tallinn beschäftigt. 1943/44 kämpfte er als Freiwilliger auf finnischer Seite im Zweiten Weltkrieg gegen die Sowjetunion. Nach dem Krieg musste Viirlaid vor den Sowjets nach Schweden fliehen. Von 1945 bis 1953 lebte er in England, danach in Kanada. Dort wurde er zu einem politisch engagierten Exilschriftsteller, dessen Werke auch ins Englische, Französische und Schwedische übersetzt, Verbreitung fanden.

## Literarisches Schaffen
Sein literarisches Schaffen begann er als Lyriker. In seinen ersten Gedichtsammlungen nehmen die Kriegsjahre sowie das Leben als Flüchtling eine zentrale Rolle ein. Daneben schrieb Viirlaid Liebeslyrik auf Estnisch. Sein schriftstellerischer Durchbruch gelang ihm jedoch als Prosaschriftsteller. Er verschrieb sich vor allem der Aufklärung des Westens über die Geschehnisse im Baltikum während des Zweiten Weltkriegs und der anschließenden sowjetischen Besetzung der baltischen Staaten. Die Widerstandsbewegung der Waldbrüder (metsavennad) spielt bei Viirlaid eine ebenso große Rolle wie die sowjetischen Gulags und das Leben im erzwungenen Exil.

## Werke

### Gedichtsammlungen
- „Hulkuri evangeelium“ (1948)
- „Üks suveõhtune naeratus“ (1949)
- „Jäätunud peegel“ (1962)
- „Hõllalaulud“ (1967)
- „Käsikäes“ (1978)
- „Igaviku silmapilgutus“ (1982)
- „Valgus rahnude all“ (1990)

### Romane
- „Tormiaastad“ (zwei Bände, 1949)
- „Ristideta hauad“ (zwei Bände, 1952)
- „Seitse kohtupäeva“ (1957)
- „Vaim ja ahelad“ (Trilogie, 1961)
- „Kustuvad tuled“ (1965)
- „Sadu jõkke“ (1965)
- „Kes tappis Erich Hormi?“ (1961)
- „Surnud ei loe“ (1975)
- „Märgitud“ (1980)

### Novellensammlung
- „Saatuse sõlmed“ (1993)